# NGC 5339
NGC 5339 is een balkspiraalstelsel in het sterrenbeeld Maagd. Het hemelobject werd op 14 mei 1887 ontdekt door de Franse astronoom Guillaume Bigourdan.

## Synoniemen
- MCG -1-35-18
- MK 1363
- IRAS 13513-0741
- PGC 49388